# Fritz Waller
Friedrich „Fritz“ Waller (* 18. März 1920; † 15. Februar 2004) war ein Schweizer Bobfahrer und Olympiasieger. 
Bei den Olympischen Winterspielen 1948 in St. Moritz gewann er zusammen mit Felix Endrich die Goldmedaille im Zweierbob. Ebenfalls mit Endrich wurde er bei der Weltmeisterschaft 1947 in St. Moritz Zweiter. Bei der in Lake Placid ausgetragenen Weltmeisterschaft 1949 siegte er im Zweierbob, hinzu kam die Bronzemedaille im Viererbob.